# Maguy Marin
Pour les articles homonymes, voir Marin.
 (août 2024).
Maguy Marin, née à Toulouse le 2 juin 1951, est une  danseuse et chorégraphe française de danse contemporaine.

## Biographie
Maguy Marin étudie la danse classique au conservatoire de Toulouse. Elle entre ensuite au ballet de Strasbourg, puis change de direction et rejoint l'École Mudra à sa création en 1970 à Bruxelles. Trois ans de travail intense sont décisifs dans son parcours (« tous mes repères s'effondrent pour laisser apparaître la multitude des choix créatifs, la liberté, la contrainte aussi... Plus rien ne sera comme avant »).
Elle participe ensuite à un groupe de recherche théâtrale, Chandra, qui stoppe assez vite (fin 1974). Elle sera soliste quatre saisons durant pour le Ballet du XXe siècle sous la direction de Maurice Béjart, et tente ses premières expériences de chorégraphie. En 1978, elle est encore à Bruxelles et travaille avec Daniel Ambash ; son activité créatrice prend dès lors son essor, spécialement après son prix obtenu au Concours chorégraphique international de Bagnolet en 1978. Son style se tourne vers un pendant français de la Tanztheater, développée en Allemagne par Pina Bausch, en intégrant de nombreux éléments théâtraux et non dansés dans ses chorégraphies. Elle sera dès lors une des chorégraphes les plus importantes de la Nouvelle danse française, notamment avec une pièce devenue mythique May B créée en 1981 au Centre national de danse contemporaine d'Angers ainsi qu'avec sa version contemporaine de Cendrillon créée en 1985 pour le ballet de l'Opéra de Lyon et jouée plus de 460 fois depuis cette date avec dix distributions différentes. Elle entame en 1987 une longue collaboration avec le musicien-compositeur Denis Mariotte. À la direction du Centre chorégraphique national de Créteil et du Val-de-Marne à partir de 1985 puis au Centre chorégraphique national de Rillieux-la-Pape de 1998 à 2011, elle s'installe dans la ville de Toulouse en 2012, puis en 2015 à Sainte-Foy-lès-Lyon.
La compagnie se crée, évolue et change développant ces dernières années son travail dans le cadre de la non-danse. À ce jour, elle a réalisé une quarantaine de pièces.
Maguy Marin est l'une des très rares non Américaines à avoir reçu l'American Dance Festival Award. En 2008, elle reçoit un Bessie Awards à New York pour son spectacle Umwelt présenté au Joyce Theater. L'édition 2012 du Festival d'automne à Paris lui consacre une rétrospective en programmant 6 de ses créations emblématiques dans huit théâtres de Paris et d’Île-de-France. En juin 2016, la Biennale de Venise lui remet un Lion d'or pour l'ensemble de son parcours artistique.
Son fils, David Mambouch, lui a consacré un documentaire sorti en 2019.

### Engagement militant
En mai 2018, Maguy Marin refuse de participer à la saison culturelle croisée France-Israël, qui selon l'objet d'une pétition, qu'elle signe avec d'autres personnalités du monde de la culture, sert de « vitrine » à l'État d'Israël au détriment du peuple palestinien.

## Œuvres principales

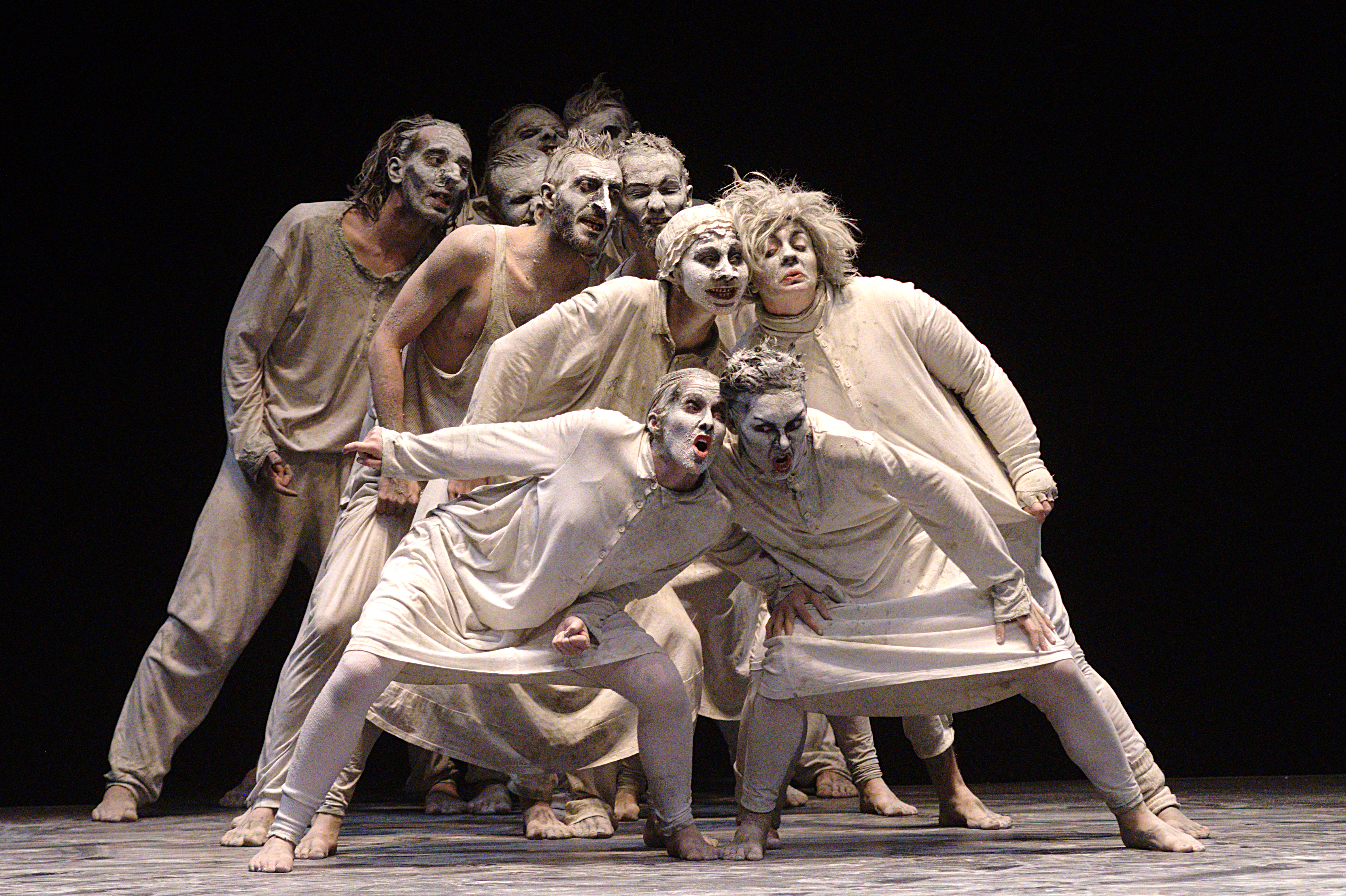
Représentation de May B au théâtre de la ville de Valence en 2018.

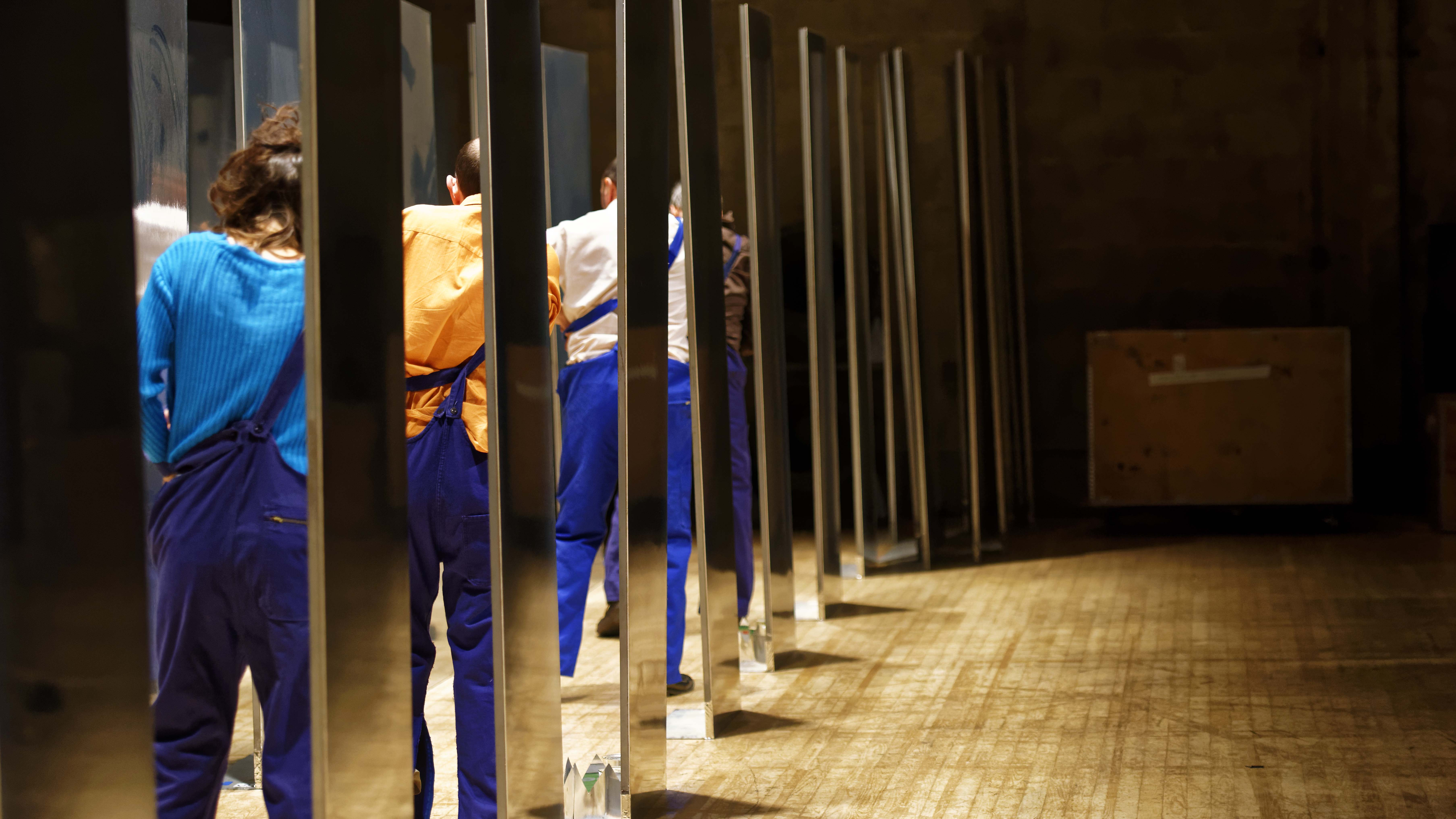
Unwelt en 2013.

(Les lieux et dates de création sont indiqués entre parenthèses)
- Yu Ku Ri (Bruxelles, 1976)
- Nieblas de Niño (créé au Concours chorégraphique international de Bagnolet en 1978)
- Zoo (Villeneuve-lès-Avignon, 1979)
- May B (Angers, 1981)
- Babel Babel (Angers, 1982)
- Hymen (Avignon, 1984)
- Calambre (Paris, 1985)
- Cendrillon (pour le ballet de l'Opéra de Lyon, 1985)
- Eden (Angers, 1986)
- Otello (Nancy, 1987)
- Les Sept Péchés capitaux (Lyon, 1987)
- Coups d'États (Montpellier, 1988)
- Eh qu'est-ce-que ça m'fait à moi !? (Avignon, 1989)
- Groosland (Amsterdam, 1989)
- Cortex (Créteil, 1991)
- Made in France (La Haye, 1992)
- Coppelia (pour le Ballet de l'Opéra de Lyon, 1993)
- Waterzooï (Italie, 1993)
- Ram Dam Ram (Cannes, 1995)
- Soliloque (Paris, 1995)
- Aujourd'hui peut-être (1996)
- Pour ainsi dire, Vaille que vaille et Quoi qu'il en soit (Mulhouse, 1999)
- Grosse Fugue pour quatre danseurs (2001; Opéra National de Lyon, 2006)
- Points de fuite (Cannes, 2001)
- Les applaudissements ne se mangent pas (Villeurbanne, 2002)
- Ça, quand même (duo avec Denis Mariotte, Le Mans, 2004)
- Umwelt[7] (Décines, 2004)
- Ha! Ha! (Rillieux-la-Pape, 2006)
- Turba  (en collaboration avec Denis Mariotte, Cannes, 2007)
- Description d'un combat (Festival d'Avignon, Gymnase Aubanel, 2009)
- Salves (Biennale de la danse de Lyon, 2010)
- Faces (pour le Ballet de l'Opéra de Lyon, 2011)
- Nocturnes (en collaboration avec Denis Mariotte, Biennale de la danse de Lyon, 2012)
- BiT (théâtre Garonne, Toulouse, 2014)[8]
- Singspiele (Théâtre de la Cité Internationale, Paris, 2014)
- Deux mille dix-sept (Centre culturel André-Malraux, Vandœuvre-lès-Nancy, 2017)
- Ligne de crête (TNP de Villeurbanne dans le cadre de la Biennale de la Danse de Lyon, 2018)
- Octobre à Saint Denis (Théâtre Gérard Philipe - CDN de Saint Denis, 2019)
- Y aller voir de plus près (Théâtre Benoît XII - Festival d'Avignon, 2021)
- Avril à St Etienne (CDN La Comédie - St Etienne, avril 2023)
- DEUX MILLE VINGT-TROIS (Maison de la danse, Lyon, 2023)

## Prix et distinctions
- 1978 : Grand Prix du Concours chorégraphique international de Bagnolet
- 2003 : Grand prix de la danse du Syndicat de la critique pour Les applaudissements ne se mangent pas[9]
- 2003 : American Dance Festival Award
- 2006 : Prix spécial du jury du Syndicat de la critique pour Umwelt[9]
- 2008 : Bessie Awards pour Umwelt présenté au Joyce Theater
- 2008 : Grand prix de la danse du Syndicat de la critique pour Turba[9]
- 2011 : Prix Danza & Danza du « meilleur spectacle de danse contemporaine » pour Salves
- 2016 : Lion d'or Biennale de Venise

### Filmographie
- Musiques au cœur : Maguy Marin, le pari de la rencontre, émission réalisée par Luc Riolon, une production 24 Images et France 2, 1999.
- Maguy Marin : l'urgence d'agir, film réalisé par David Mambouch en 2019[5],[10].
- Duo d'Eden, film tourné en 35 mm au Maroc, production France 2 Bel Air Media, réalisation Luc Riolon